# Gus Sonnenberg
Gus Sonnenberg (Michigan, 6 de março de 1898 – Bethesda, 9 de setembro de 1944) foi um jogador de futebol americano estadunidense e lutador profissional. Foi campeão da Temporada de 1928 da National Football League jogando pelo Providence Steam Roller.